# VfR Mannheim
VfR Mannheim is een Duitse voetbalclub. De club werd landskampioen in 1949 en is de enige naoorlogse kampioen die nooit in de Bundesliga speelde. De club speelt in de schaduw van stadsrivaal SV Waldhof Mannheim, die hoewel het nooit kampioen werd, doorgaans betere prestaties kan voorleggen en ook meer toeschouwers had.

## Geschiedenis

### Zuid-Duitse Bond
Op 2 november 1911 fuseerden Mannheimer FG 1896, Mannheimer VfB Union en Mannheimer FC Viktoria 1897 tot VfR Mannheim. Het jaartal 1896 werd in de naam opgenomen, naar de oudste en meest succesvolle club MFG 1896. Er was ook aan FC Phönix 02 gevraagd om mee in de fusie te stappen, maar zij weigerden.
Hoewel MFG 1896 het voorgaande jaar nog kampioen geworden was van de Westkreisliga, kon VfR niet verdergaan op het elan en werd derde. In het tweede seizoen was het wel raak en de club plaatste zich voor de finaleronde met Stuttgarter Kickers, Frankfurter FV 1899 en SpVgg Fürth en werd gedeeld tweede. Ook in 1913/14 plaatste de club zich en eindigde in een poule met dezelfde teams als het vorige jaar nu laatste.
Na de Eerste Wereldoorlog richtte de Zuid-Duitse voetbalbond een nieuwe competitie in, die van Odenwald en VfR werd twee keer tweede achter stadsrivaal Waldhof. Na twee jaar werd de Odenwaldse competitie samengevoegd met die van Palts en vormde zo de nieuwe Rijncompetitie. In het eerste seizoen waren er vier reeksen, VfR werd groepswinnaar en na een overwinning tegen andere groepswinnaar MFC 08 Lindenhof plaatste de club zich voor de finale tegen FC Phönix Ludwigshafen, die ze ook wonnen. In de eindronde versloeg de club Frankfurter FC Germania 1894 met 2:0 en werd dan in de halve finale verslagen door FC Wacker München. Een nieuwe titel volgde in 1924/25. In de eindronde werden de kampioenen in één groep ingedeeld en VfR werd kampioen en doorbrak daarmee de hegemonie van de Beierse clubs. De club mocht hierdoor deelnemen aan de eindronde om de landstitel en verloor hier in de eerste ronde met 4:1 van TuRU 1880 Düsseldorf. De Rijntitel werd het volgende jaar verlengd, maar in de eindronde werden ze slechts vierde. Het volgende seizoen werd VfL Neckarau kampioen en VfR vicekampioen, vanaf dat jaar mochten de vicekampioenen echter ook naar de eindronde, maar hier kon VfR geen potten breken. In 1927/28 mochten ook de nummers drie naar de eindronde en de club eindigde samen met Ludwigshafener FG 03 derde en verloor de play-off om de eindronde. Het volgende jaar plaatste de club zich wel na een derde plaats en in de eindronde werd de club samen met rivaal Waldhof gedeeld tweede achter FSV Frankfurt. De volgende jaren belandde de club in de middenmoot.

### Gauliga
In 1933 kwam de NSDAP aan de macht in Duitsland. De competities werden door hen grondig geherstructeerd. De Zuid-Duitse bond verdween en de clubs uit Mannheim werden bij de clubs uit de Badense competitie gevoegd tot de Gauliga Baden. VfR had zelfs geluk dat het opgenomen werd in de Gauliga, want SVgg Amicitia 09 Viernheim, dat vijf punten meer telde en één plaats hoger eindigde werd niet geselecteerd. In de nieuwe competitie werd de club wel meteen vicekampioen achter rivaal Waldhof. Het volgende seizoen werd de club kampioen en plaatste zich voor de tweede keer voor de nationale eindronde. In een groep met VfL Benrath, Phönix Ludwigshafen en VfR 04 Köln werd de club slechts derde. Een nieuwe titel volgde in 1937/38. In de eindronde met FC Schalke 04, Berliner SV 92 en SV Dessau 05 eindigde de club samen met Schalke bovenaan, maar had een slechter doelsaldo. De titel werd verlengd en in de eindronde was het spannend tot de laatste wedstrijd. De Stuttgarter Kickers stonden eerste en SK Admira Wien en VfR Mannheim gedeeld tweede. Admira won met 8:3 van Mannheim en toen de Kickers nog verloren van Dessau was het Admira dat door de grote zege nog doorging naar de halve finale. Na enkele seizoenen in de subtop werd in 1942/43 een nieuwe titel behaald. De eindronde werd nu in bekervorm gespeeld en na overwinningen op 1. FC Nürnberg en Westende Hamborn strandde de club in de kwartfinale tegen FV Saarbrücken. De titel werd nog eens verlengd in de Gauliga en in de eindronde werd Bayern München verslagen alvorens ze eruit gingen tegen Nürnberg. Het laatste kampioenschap van de Gauliga werd niet voltooid. Na zeven speeldagen stond VfR op de tweede plaats.

### Naoorlogse periode
Met het verdwijnen van het regime verdween ook de door hen ingevoerde Gauliga. Er kwam een nieuwe competitie, de Oberliga, die in sommige delen van het land pas in 1947 van start ging maar in het zuiden reeds na de oorlog. Na twee slechte seizoenen en een middelmatig seizoen werd de club in 1948/49 vicekampioen achter Kickers Offenbach en plaatste zich voor de eindronde. Na een 5:0 op Hamburger SV stond de club tegenover Offenbach, dat met 2:1 verslagen werd. Hierdoor bereikten ze de finale in het Stuttgarter Neckarstadion en voor 92.000 toeschouwers versloegen ze Borussia Dortmund met 3:2 na verlengingen en kroonden zich voor de eerste en tot dusver enige maal tot landskampioen van Duitsland. Het volgende seizoen werd de club slechts vierde, maar ook deze plaats mocht nog deelnemen aan de eindronde. De eerste rond was een heruitgave van de finale van vorig jaar en ook dit keer werd Dortmund verslagen. In de tweede ronde verloren ze echter van Preussen Dellbrück.
De volgende seizoenen waren erg wisselvallig met plaatsen net boven de degradatiezone en in de middenmoot. In 1955/56 werd de club nog eens derde, maar hierna belandde de club weer in de middenmoot. Toen de Bundesliga werd ingevoerd in 1963 kwalificeerde de club zich hier niet voor. VfR ging in de Regionalliga Süd spelen, dat nu de tweede klasse werd. Tot 1968 eindigde de club doorgaans in de subtop, maar zakte dan weg tot degradatie volgde in 1971. Voor het eerst trad de club aan in de derde klasse. Na twee jaar promoveerde de club weer en plaatste zich in 1974 net voor de 2. Bundesliga die dat jaar werd ingevoerd. De club werd twintigste en degradeerde, het zou het laatste seizoen voor de club zijn op het tweede niveau.
Van 1975 tot 2002 speelde de club dan op het derde niveau (tot 1978 Verbandsliga Nordbaden, tot 1994 Oberliga Baden-Württemberg en dan Regionalliga Süd), tot de licentie ingetrokken werd in 2002. De club eindigde meestal in de top tien.
Ondanks aanhoudende financiële problemen weigerde de club al twee maal een fusie met Waldhof Mannheim (in 1998 en 2002). Nadat de club een jaar lang geen competitievoetbal speelden begonnen ze opnieuw in de Verbandsliga Nordbaden, de vijfde klasse en promoveerde na één seizoen naar de Oberliga Baden-Württemberg. Daar speelde de club tot 2009 en degradeerde dan. Na twee seizoenen promoveerde VfR weer en had lange tijd uitzicht op een tweede promotie op rij, maar moest uiteindelijk genoegen nemen met een tweede plaats. In 2015 degradeerde de club weer.

## Erelijst
Landskampioen
1949
Verbandsliga Baden
1973, 1976, 2004, 2023

Kampioen Zuid-Duitsland
1925
Rijnkampioen
1922, 1925, 1926
Gauliga Baden
1935, 1938, 1939, 1943, 1944

## Bekende spelers
- Sepp Herberger
- Otto Nerz
- Oskar Rohr
- Rudolf de la Vigne
- Ümit Davala